# Estádio do Bonfim
Das Estádio do Bonfim ist ein Fußballstadion mit Aschenbahn in der portugiesischen Stadt Setúbal. Der Fußballverein Vitória Setúbal trägt hier seine Heimspiele aus. Die Spielstätte ist benannt nach dem Stadtteil in dem es steht. Setúbal liegt auf der Halbinsel Península de Setúbal im Gebiet Estremadura. Die am 16. September 1962 eröffnete Anlage bietet 19.694 Plätze. Bis auf ein kleines Dach auf der Haupttribüne sitzen die Zuschauer unter freiem Himmel. Durch die alte Aschenbahn ringsum des Spielfeldes sind die Zuschauer relativ weit, besonders in den Kurven, vom Platz entfernt. 